# TIN

TINの構造

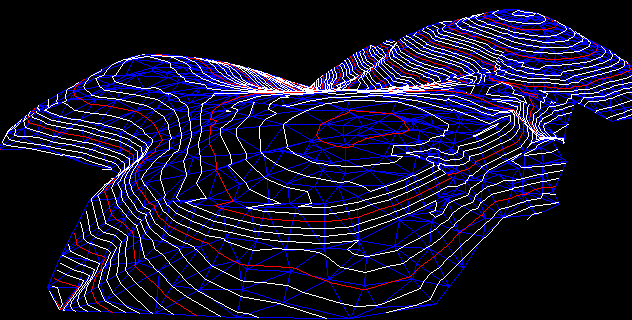
TINと等高線図を重ねたところ

TIN（ティン、triangulated irregular network）とは、地理情報システム(GIS)で利用するための、地表面を三角形の集合で表現するデジタルデータ構造である。不整三角形網、不整三角網、不規則三角網とも呼ばれる。

## 概要
TINは、地表面または海底面の物理的形状を表現し、X,Y,Zの3次元情報を持った点と線が、重複のない三角形の集まりとして配列されたものである。この三角形の形状はまちまちである。TINは数値標高モデル(DEM)または点群から作成される場合が多い。DEMに比べてTINの長所は、変化に富んだ点の配列ができることから、正確な地形を表現する上で重要と思われる場所に点を配置することができることである。従って自由な位置に点を配置することができ、規則的に点を配置したDEMに比べて点の数を少なくすることができる。GISのソフトにもよるが、斜面や地形面などといった地形の三次元的形状を表現するのに適している。
TINは多くの点を三次元上の直線でつないで三角形の頂点になるようにし、三角形の頂点と辺で構成されたものであり、いわば三角形のモザイクである。三角形の面をレンダリングすると三次元的な形状を視覚化することができる。地形の起伏が小さい場所は点の数を少なくしたり、一方で起伏が大きい場所は多くの点を配置したりする。TINはドロネー三角形を基本とするが、点の位置の選定がデータの有用性にかかわる。地形の変換点、たとえば山頂、斜面の末端、尾根、谷底、くぼ地、鞍部などが配置に適切な場所である。